# Pavlo Kordiyaka
Pavlo Kordiyaka (nacido el 2 de julio de 1995) es un atleta de fuerza profesional de Ucrania.

## Carrera como atleta de fuerza
Kordiyaka debutó en el atletismo de fuerza en 2017 al quedar en quinto lugar en la competencia de El hombre más fuerte de Ucrania. En 2019 comenzó a participar en eventos internacionales: en al Arnold Amateur Strongman World Championships y en el Marijampolé International de Lituania, en donde obtuvo el primer lugar. Ese mismo año, obtuvo el segundo lugar en El hombre más fuerte de Ucrania, quedando 3 puntos detrás de Oleksii Novikov.
En 2020, quedó en primer lugar en El hombre más fuerte de Ucrania, derrotando a Novikov por 4 puntos.
En 2023 obtuvo el primer lugar en la competencia de El hombre más fuerte de Europa, superando nuevamente a Oleksii Novikov que quedó en segundo lugar y a Aivars Šmaukstelis, que quedó en tercero.
Debido a la invasión rusa de Ucrania, se les concedió un permiso especial a él y Novikov para abandonar el país y participar en El hombre más fuerte del mundo 2023.